# Menlouren
Menlouren (kinesiska: 门楼任, 门楼任乡) är en socken i Kina. Den ligger i provinsen Henan, i den centrala delen av landet, omkring 60 kilometer sydost om provinshuvudstaden Zhengzhou. Antalet invånare är 36 718. Befolkningen består av 17 981 kvinnor och 18 737 män. Barn under 15 år utgör 22,0 %, vuxna 15-64 år 67 %, och äldre över 65 år 9,0 %.
Genomsnittlig årsnederbörd är 737 millimeter. Den regnigaste månaden är juli, med i genomsnitt 173 mm nederbörd, och den torraste är januari, med 3 mm nederbörd.